# Alcoholes (Apollinaire)
Alcoholes es una colección de poemas de Guillaume Apollinaire, publicada en 1913.
Esta colección, que Apollinaire tardó 16 años en elaborar, anuncia la búsqueda de la modernidad, del juego de la tradición, de la renovación formal de la poesía del autor. Es un trabajo plural, polifónico, que explora numerosos aspectos de la poesía, desde la elegía hasta el verso libre, mezclando lo cotidiano de los paisajes renanos en una poesía que se quiere experimental. Alcoholes muestra al poeta desgarrado por sus rupturas amorosas con Annie Playden, y con Marie Laurencin, rupturas que resuenan a través de poemas tales como Mai, Les Colchiques y, sobre todo, La Chanson du mal-aimé.
Fue después de haber asistido a una lectura de Blaise Cendrars de su futura publicación, La Prose du Transsibérien et de la petite Jehanne de France, que Apollinaire decidió transformar su futura colección, suprimiendo la puntuación. Según él, en poesía, el ritmo del verso y de la respiración son suficientes.
La ennumeración de los poemas por orden alfabético es la siguiente:
- 1909
- À la Santé
- L'Adieu
- Annie
- Automne
- Automne malade
- La Blanche Neige
- Le Brasier
- La Chanson du mal-aimé
- Chantre
- Clair de lune
- Les Cloches
- Clotilde
- Les Colchiques
- Cors de chasse
- Cortège
- Crépuscule
- La Dame
- L'Émigrant de Landor Road
- L'Ermite
- Les Femmes
- Les Fiançailles
- Hôtels
- Le Larron
- La Loreley
- Lul de Faltenin
- Mai
- La Maison des morts
- Marie
- Marizibill
- Merlin et la Vieille Femme
- Nuit rhénane
- Palais
- Poème lu au mariage d'André Salmon
- Le Pont Mirabeau
- La Porte
- Rhénane d'automne
- Rosemonde
- Salomé
- Saltimbanques
- Les Sapins
- Schinderhannes
- Signe
- Un Soir
- La Synagogue
- La Tzigane
- Vendémiaire
- Le Vent nocturne
- Le Voyageur
- Zone

## Posteridad
La colección ha sido colocada en el puesto 17 en la clasificación del diario Le Monde de los 100 libros del siglo XX en el año 1999.